# 南投稅務出張所

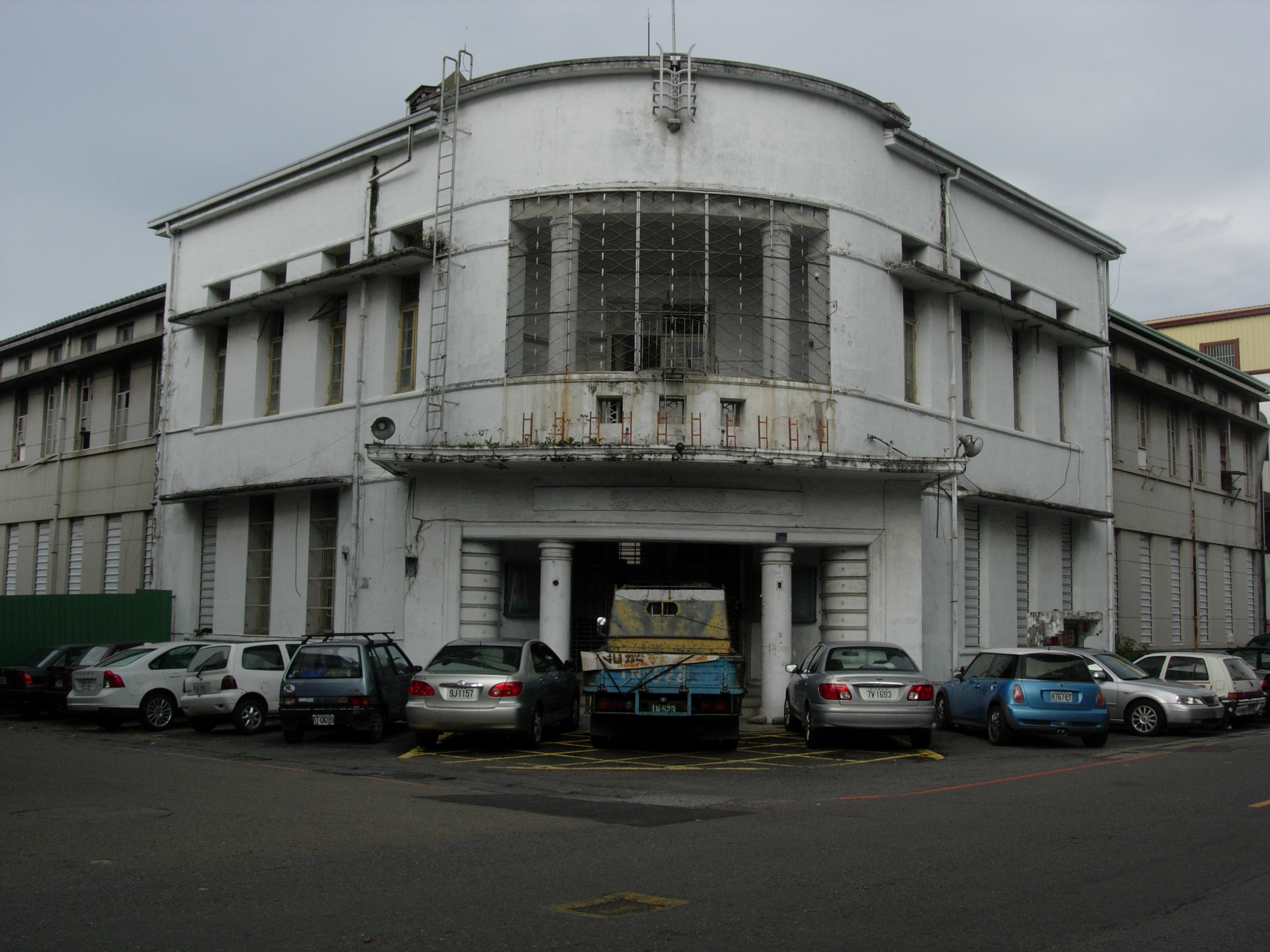
整修前的樣貌

南投稅務出張所，是位於臺灣南投縣南投市的日治時期官署建築，於2009年4月23日公告登錄為南投縣歷史建築

## 沿革
南投稅務出張所落成於昭和11年（1936年），日治時期臺中州第一個設立的稅務出張所，辦理臺中州南投郡下之稅務工作。第二次世界大戰後，該建物使用機構改制為「臺中縣稅捐處南投分處」，民國39年（1950年）設立南投縣後，再改為「南投縣稅捐稽徵處」。之後此建物又曾作為南投市公所、南投縣警察局南投分局使用。建築旁之公所街一路名可見此建築之行政沿革歷史。
當前，稅務出張所為南投縣僅存的日治時期官署建築，後在民國112年（2023年）7月1日，南投縣政府與福瑞堂餐飲股份有限公司完成ROT簽約，策展單位則導入福瑞堂云深茶館經營概念，將出張所改造成藝文展覽和餐飲空間，成為南投市近年新興之觀光景點。

## 建築
稅務出張所原始建築為中央主體建築、左右翼及附屬建築，外觀為現代主義風格，中央主體建築為兩層樓，屋頂為平頂。1950年的修復工程中，將原有的平頂拆除改為斜屋頂，並將左右翼加建二樓以增加辦公空間，屋面改為斜屋頂，附屬建築亦增建為二樓，即為目前所見之外觀。 

## 外部連結
- 南投縣政府文化局──南投稅務出張所
- 南投稅務出張所──福瑞堂云深茶館 （页面存档备份，存于）